# Мир (енергосистема)
Енергосистема «Мир» — об'єднана енергосистема європейських країн-членів РЕВ.

## Історія
У середині 1950-х років у СРСР, НДР і ЧССР вже утворили єдині державні енергосистеми, інші країни РЕВ тільки почали їх утворювати, при цьому вироблення електроенергії в цих країнах здебільшого проводилася дрібними промисловими й комунальними електростанціями, об'єднаними в безліч місцевих, не пов'язаних один з одним електричних мереж окремих районів.
Для того, щоб підвищити економічність і надійність систем електропостачання, зменшити загальний необхідний резерв потужності і збільшити взаємний обмін електроенергією між країнами, до 1959 року Постійна комісія РЕВ з електроенергії підготувала рекомендації зі спорудження міжсистемних ліній електропередач, які були схвалені 11-ю сесією СЕВ.
Уже 1960 року міжсистемними лініями електропередач напругою 220 кВ були об'єднані енергосистеми НДР, Польської Народної Республіки, Чехословацької Соціалістичної Республіки та Угорської Народної Республіки. 1962 року були введені в експлуатацію ряд ЛЕП 220 кВ, які об'єднали енергосистеми СРСР, Угорської Народної Республіки та Польської Народної Республіки, за якими експортувалася електроенергія з СРСР. Того ж року для забезпечення надійної паралельної роботи енергосистем Народної Республіки Болгарія, Угорської Народної Республіки, НДР, Польської Народної Республіки, Румунської Народної Республіки, СРСР і Чехословацької Соціалістичної Республіки було створено Центральне диспетчерське управління об'єднання енергосистем у Празі
1963 року була побудована міжсистемна вузлова трансформаторна підстанція 220/400 кВ у Мукачево, де поєднались енергосистеми Угорської Народної Республіки, Румунської Народної Республіки, Чехословацької Соціалістичної Республіки та Львівська енергосистема СРСР. Таким чином в єдину енергосистему була включена Румунська Народна Республіка.
1965 року до єдиної енергосистеми була включена Народна Республіка Болгарія.
1973 року, після завершення спорудження лінії електропередачі 400 кВ Молдавська ГРЕС — Вулканешти (СРСР) — Добруджа (Народна Республіка Болгарія), Болгарська енергосистема була включена на рівнобіжну роботу з Єдиною енергосистемою СРСР, тимчасово відокремившись від енергосистеми «Мир».
1974 року було підписано Генеральну угоду про будівництво лінії електропередачі 750 кВ Вінниця — Західноукраїнська (СРСР) — Альбертірша (Угорська Народна Республіка), будівництво якої було завершено 1978 року. Цією лінією були з'єднані енергосистема  «Мир» і Єдина енергосистема СРСР, і вже 1979 року вони стали працювати паралельно.
Після розпаду РЕВ енергосистема «Мир» перестала працювати, але її інфраструктура збереглася: 11 високовольтних ліній електропередач (через Україну і Білорусь з'єднують Росію з країнами Східної і Південної Європи) і 3 вставки постійного струму синхронізації напруги вартістю по 150 млн доларів кожна (в Австрії та Німеччині).